# Cueva del Extremo Sur
La cueva del Extremo Sur es un abrigo con representaciones rupestres localizado en el término municipal de La Línea de la Concepción, provincia de Cádiz (España). Pertenece al conjunto de yacimientos rupestres denominado Arte sureño, muy relacionado con el arte rupestre del arco mediterráneo de la península ibérica. 
Este abrigo fue descubierto por Uwe y Uta Topper y publicado en 1975 y es el abrigo con pinturas rupestres más meridional de la península ibérica. 
Se encuentra situado en la ladera sur de Sierra Carbonera en terrenos militares. El abrigo, de grandes dimensiones, posee un pequeño orificio a modo de ventana abierto al oeste. Las figuras se encuentran una estructura a modo de pilastra en el centro de la pared de la covacha. Los símbolos pectiniformes, de color amarillo, están formados por seis líneas horizontales paralelas largas con 7 o 5 pequeñas líneas verticales en su lado inferior, a modo de empalizada. Sobre ellas aparecen otras tres estructuras similares formadas con puntos. Bajo estos símbolos, que se asemejan a un árbol, aparece un ave en vuelo y otros pectiniformes menos visibles.